# Jürgen Tschan
Jürgen Tschan (Mannheim, 17 februari, 1947) is een Duits voormalig wielrenner.

## Biografie
Hij was profwielrenner van 1969 tot 1978.
In zijn eerste jaren als prof was hij voornamelijk als wegrenner actief, gespecialiseerd in de ploegentijdrit en daarbuiten als knecht, terwijl hij in zijn laatste jaren (vanaf '74) vrijwel volledig overschakelde naar de meer lucratieve baan, waaronder in de ploegenachtervolging, maar met name in de (Duitse) zesdaagses, waar hij mede door een beperkt aantal per seizoen te rijden in de top kon meedraaien.
Hij heeft als profwielrenner, naast twee criteriums, vijf overwinningen op de weg op zijn naam staan, waarvan de meest aansprekende Parijs-Tours in 1970 is, in zijn tweede jaar als prof. Deze overwinning was een verrassing.
Samen met Jan Janssen ontsnapt uit een grotere ontsnapping, wist hij, nadat Janssen in de laatste kilometers van de 286 kilometer lange wedstrijd letterlijk uit de wedstrijd viel, René Pijnen en een groep van 21 andere bekende renners voor te blijven; waaronder Guido Reybrouck, Marino Basso, Roger De Vlaeminck en Frans Verbeeck, die in deze volgorde over de finish kwamen.
Op de baan heeft hij 6 overwinningen, 9 tweede plaatsen en 5 derde plaatsen in de zesdaagsen op zijn naam staan. Hij vormde meestal een koppel met Dietrich Thurau of Wolfgang Schulze of Wilfried Peffgen.

## Eerste plaatsen
- Rund um Köln, 1969
- Parijs-Tours, 1970
- Duits kampioen op de weg, 1971
- Zesdaagse van Berlijn, 1970 (samen met Klaus Bugdahl)
- Zesdaagse van Frankfurt, 1970 (Sigi Renz)
- Zesdaagse van Frankfurt, 1972 (Leo Duyndam)
- Zesdaagse van Münster, 1974, (Wolfgang Schulze)
- Zesdaagse van Dortmund, 1977 (Dietrich Thurau)
- Zesdaagse van Frankfurt, 1977 (Dietrich Thurau

## Andere belangrijke resultaten
- 9e Omloop het Volk, 1971
- 7e in Rund um den Henninger-Turm, 1971
- 2e in Rund um den Henninger-Turm, 1973
- 6e Bordeaux-Parijs, 1973

## Resultaten in voornaamste wedstrijden
| Jaar | Ronde van Italië | Ronde van Frankrijk | Ronde van Spanje |
| ---- | ---------------- | ------------------- | ---------------- |
| 1970 |                  |                     |                  |
| 1971 |                  |                     |                  |
| 1972 |                  | 45e                 |                  |
| 1973 |                  | 37e                 |                  |
| 1974 |                  |                     | opgave           |
| 1975 |                  |                     |                  |
| 1976 |                  |                     |                  |
| 1977 |                  |                     |                  |

| Jaar | Milaan-San Remo | Gent-Wevelgem | Ronde van Vlaanderen | Amstel Gold Race | Luik-Bast.‑Luik | Parijs-Tours | Rund um den Henninger-Turm | Omloop Het Volk |  | WK op de weg |  | Wereldranglijsten |
| ---- | --------------- | ------------- | -------------------- | ---------------- | --------------- | ------------ | -------------------------- | --------------- |  | ------------ |  | ----------------- |
| 1970 |                 |               |                      |                  |                 | Goud         |                            |                 |  | 19e          |  | 19e (SPP)         |
| 1971 |                 | 59e           | 46e                  | 32e              |                 | 81e          | 7e                         | 9e              |  |              |  |                   |
| 1972 | 24e             |               |                      |                  |                 | 63e          | 11e                        |                 |  |              |  |                   |
| 1973 |                 |               |                      |                  | 26e             |              | Zilver                     |                 |  | 29e          |  |                   |
| 1974 |                 | 38e           |                      |                  |                 | 43e          |                            |                 |  | 18e          |  |                   |
| 1975 |                 |               |                      |                  |                 | 28e          |                            |                 |  |              |  |                   |
| 1976 |                 |               |                      |                  |                 | 57e          |                            |                 |  |              |  |                   |
| 1977 |                 |               |                      |                  |                 |              | 12e                        |                 |  |              |  |                   |